# 音更町立緑陽台小学校
音更町立緑陽台小学校（おとふけちょうりつりょくようだいしょうがっこう）は、北海道十勝総合振興局管内の河東郡音更町に所在する公立小学校。

## 概要
2024年（令和6年）5月1日現在
- 児童数 135名
- 教職員数 16名
- 学級数
  - 普通学級 6学級
  - 特別支援学級 3学級

## 沿革
以下、学校の沿革から抜粋 。
- 1981年（昭和56年）
  - 7月11日 - 柳町小学校の児童数急増に伴い、新設校の建設に着手。
  - 12月12日 - 校下全域からの公募により緑陽台小学校に決定。
- 1982年（昭和57年）
  - 4月10日 - 開校式と第1回入学式挙行。
  - 4月12日 - 自校給食開始。
  - 5月22日 - プール建設工事開始。
  - 5月28日 - 全校記念植樹を行う。同日、体育館建設開示。
  - 7月23日 - プール完成し、プール開き挙行。
  - 9月1日 - 校歌・校章制定。
  - 9月13日 - 体育館完成。
  - 10月24日 - 開校。校舎落成記念式典挙行し、祝賀会開催。この日（10月24日）を開校記念日と定めた。
- 1983年（昭和58年）
  - 4月1日 - 特殊学級1学級認可設置。
  - 10月8日 - 第1回緑小まつり開催。
- 1991年（平成3年）11月10日 - 開校10周年記念式典挙行し、祝賀会開催。
- 1992年（平成4年）9月12日 - 学校週5日制実施（第2土曜日）。
- 1993年（平成5年）3月31日 - 特殊学級閉鎖。
- 1995年（平成7年）
  - 4月 - 学校週5日制（第4土曜日）実施し、月2回となる。
  - 5月27日 - 飼育小屋金網全面張替。
- 1996年（平成8年）
  - 5月18日 - 防風ネット増設（PTA環境整備）。
  - 6月3日 - 暗渠排水工事（グランド北側）。
- 1997年（平成9年）
  - 4月1日 - 特殊学級設置。
  - 5月1日 - 機械警備体制開始。
- 1998年（平成10年）9月28日 - 西側フェンス修理。
- 1999年（平成11年）
  - 1月26日 - 校内放送設備改修。
  - 2月22日 - 体育館暗幕取替。
- 2001年（平成13年）10月20日 - 開校20周年記念式典挙行し、記念コンサート開催。
- 2002年（平成14年）4月8日 - 学校週5日制完全実施。
- 2003年（平成15年）9月26日 - 4時50分頃に発生した十勝沖地震（音更町で震度6弱を観測）により、校舎3階備品が破損する被害が出た。
- 2005年（平成17年）7月6日 - 授業中校舎施錠開始。
- 2008年（平成20年）1月21日 - 知的学級開級。
- 2011年（平成23年）11月20日 - 開校30周年記念式典挙行。

## 周辺
- 鈴蘭川
- 緑陽台学童保育所 - 敷地が隣接。
- 音更緑陽台郵便局
- 学校法人帯広葵学園幼保連携型認定こども園緑陽台認定こども園 - 進学前こども園のひとつ
- 音更町文化センター
- 音更町図書館

## アクセス
- 音更町コミュニティバス「すずらん号」で、
  - 「緑陽台仲区」停留所下車後、徒歩約400m・約6分。
  - 「緑陽台南区」停留所下車後、徒歩約415m・約7分。
- 北海道拓殖バス「31」・「32」・「54」の各系統で、「緑陽台南区」停留所下車後、徒歩約585m・約9分。
  - なお、同じ「緑陽台南区」停留所でも、音更町コミュニティバス「すずらん号」と北海道拓殖バスで、停留所設置箇所が異なる。